# 八個女人一台戲
《八個女人一台戲》（前名 : 四個女人、大會堂一台戲，英文：First Night Nerves）是一部香港電影。此電影由七星影視文化傳媒（北京）有限責任公司、大地時代文化傳播（北京）有限公司等共同出品，由關錦鵬執導，由關錦鵬、魏紹恩編劇，由鄭秀文、梁詠琪領銜主演，白百何特別演出，周家怡、商天娥、齊溪主演，趙雅芝、林保怡、甘國亮友情演出。本片於2018年1月初開機，2月中殺青。於2019年3月27及29日第43屆香港國際電影節公映兩場，於2021年4月11日第45屆香港國際電影節再度公映一場。

## 劇情
電影講述《壹世人兩姐妹》是由變性人歐陽鞍擔任編劇及導演的一齣新話劇，此劇將在滿載歷史盛名的香港大會堂進行首演。而兩名女主演袁秀靈——長久隱退的舞台天后，決定在其不忠的丈夫離世後再度復出，以及何玉紋——一位小有名氣的電影演員，將首次挑戰戲劇舞台，隨著最後七天的彩排，她們曾經的恩怨糾葛逐漸顯露，也使排練氛圍越發緊張……
本片以中環大會堂為主要背景，講述用盡心機、勾心鬥角、爾虞我詐、女人之間的鬥爭。袁秀靈（鄭秀文 飾）及何玉紋（梁詠琪 飾）二人同為話劇團成員，何玉紋因袁秀靈當年「搶走」《胭脂案》一角，一直懷恨在心，並退出舞台。多年後二人又再合作舞台劇《壹世人倆姊妹》，心結未解而且互不相讓。

## 演員表
| 演員   | 角色        | 角色介紹                             |
| 鄭秀文 | 袁秀靈      | 於「一世人兩姐妹」飾雷浴梅           |
| 梁詠琪 | 何玉紋      | 於「一世人兩姐妹」飾雷浴蘭           |
| 白百何 | 傅砂 Elinor | 袁秀靈好友                           |
| 趙雅芝 | 程琮        | 老闆                                 |
| 周家怡 | 漪蓮        | 何玉紋助手                           |
| 商天娥 | 毛小姐      | 舞台經理                             |
| 齊溪   | 李妮妮      | 袁秀靈助手                           |
| 林保怡 | 家輝        | 雷夫人的老公・雷令                   |
| 甘國亮 | 歐陽鞍      | 變性人舞台劇導演兼編劇               |
| 莊文強 | 墨子        | 導演                                 |
| 鄒凱光 | 小黑        | 電影《福嫂正傅》的導演、現在的士司機 |
| 新劍郎 |             | 南音「客途秋恨」歌手                 |
| 劉天蘭 |             |                                      |
| 黃山怡 |             |                                      |
| 廖碧兒 |             |                                      |
| 韓馬利 |             |                                      |
| 王思思 |             |                                      |
| 李浩林 |             |                                      |

## 外部連結
- 香港影庫上《八個女人一台戲》的資料（繁體中文）
- 时光网上《八個女人一台戲》的資料（简体中文）
- 豆瓣电影上《八個女人一台戲》的資料 （简体中文）